# Ischnophygas telephoroides
Ischnophygas telephoroides là một loài bọ cánh cứng trong họ Cerambycidae.